# Frederick H. Evans
Frederick H. Evans (Londen, 26 juni 1853 –24 juni 1943) was een Brits fotograaf, vooral bekend om zijn architectuurfoto’s.

## Leven en werk
Evans was aanvankelijk boekverkoper in Londen. Hij verkocht zijn waar als een ware marktkoopman en prees vooral schrijvers als George Bernard Shaw en Aubrey Beardsley met veel vertoon aan. In 1898 schafte hij zich een camera aan en wijdde zich vervolgens geheel aan de fotografie. Via zelfstudie vergrootte hij zijn kennis van de kunstgeschiedenis en richtte zich als fotograaf vooral op Engelse en Franse kathedralen, kloosters en andere sierlijke historische gebouwen. Vaak vertoefde hij wekenlang in en rondom deze bouwwerken om de lichtval, schaduweffecten en ruimtewerking te bestuderen, alvorens tot een reportage te komen. Mede door dit perfectionisme wordt hij wel beschouwd als de beste architectuurfotograaf van zijn tijd.
Evans schreef diverse boeken over zijn manier van werken en zijn A Sea of Steps, Wells Cathedral (1903) trok in vakkringen internationaal veel aandacht. Hij stond onder collega-fotografen bekend als een eigenzinnig man met controversiële opvattingen. Als purist streefde hij naar esthetische, spirituele en statische perfectie en bepleitte een goede voorbereiding bij het maken van foto’s. Bij tentoonstellingen van zijn werk was hij een der eersten die veel aandacht gaf aan het weloverwogen, thematisch indelen van de expositieruimte. Hij nam stelling tegen het “spontaan” fotograferen van momenten, zoals dat aan het begin van de twintigste eeuw opgang maakte. Ook weigerde hij halsstarrig achteraf bewerkingen te doen op eenmaal gemaakte foto’s.
Evans genoot ook bekendheid als landschaps- en portretfotograaf. Beroemd werden zijn portretten van zijn oude “idolen” Aubrey Beardsley en George Bernard Shaw, met welke laatste hij ook correspondeerde.
In 1903 publiceerde Evans als eerste Engelsman een aantal foto’s in Alfred Stieglitz’ picturalistische fototijdschrift Camera Work.
Evans werkte vooral volgens de bestendige maar dure monochrome platinum print-techniek, welke zijn brede waaiers van subtiele lichttonen het beste deed uitkomen. Vanwege de hoge kosten van deze techniek en zijn weigering op een ander procedé over te stappen trok hij zich uiteindelijk in 1915 uit de fotografie terug.

## Galerij

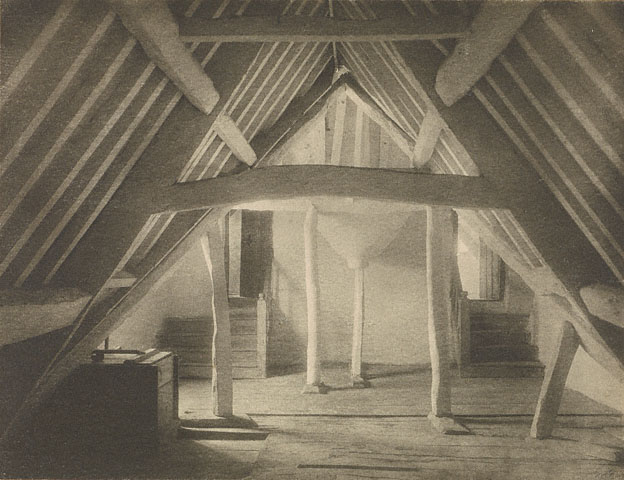
Kelmscott Manor
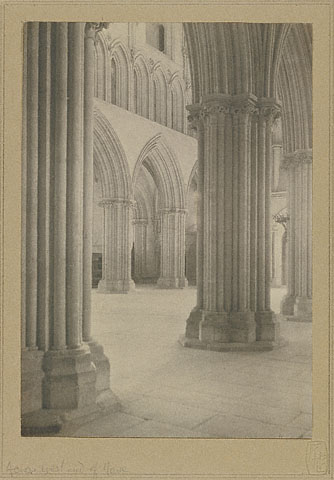
Wels Cathedral, ca. 1903
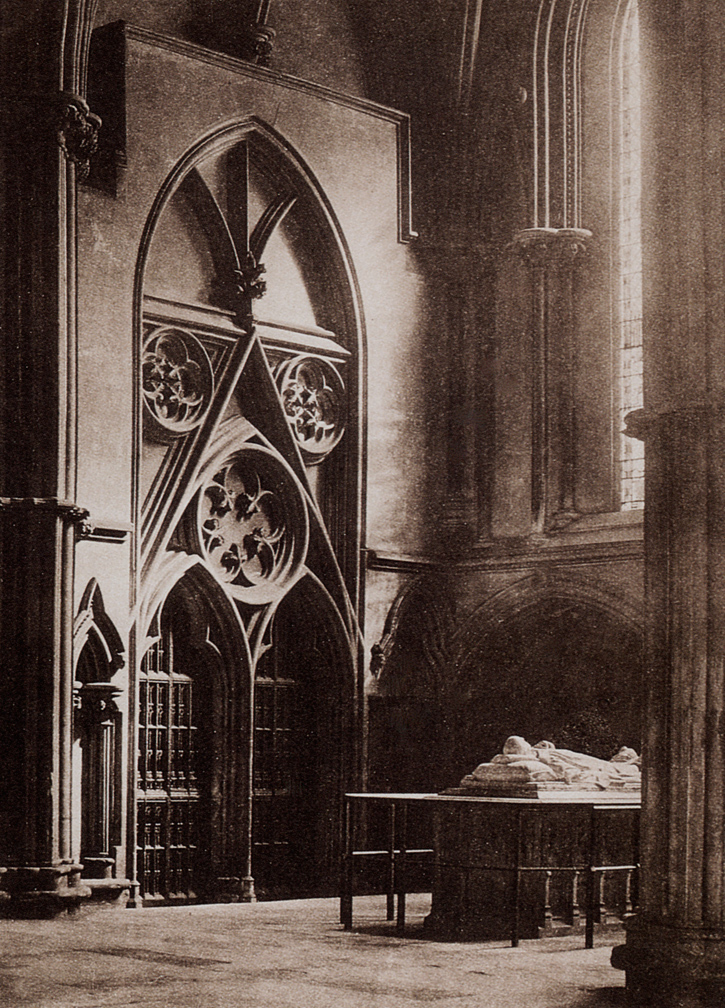
'In Sure and Certain Hope', York Minster, Camera Work IV, 1903
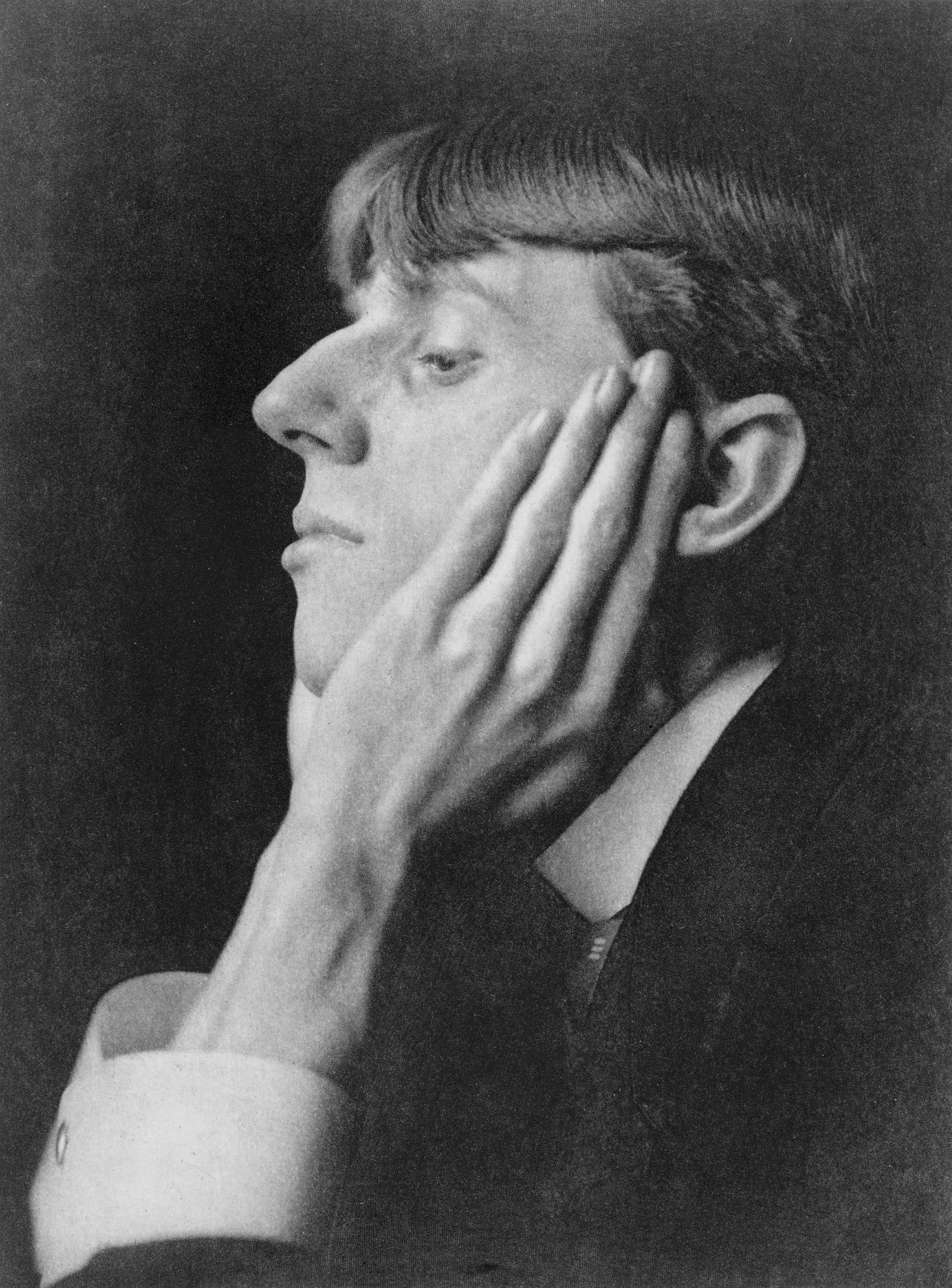
Aubrey Beardsley